# Huňáček severní
Huňáček severní (Mallotus villosus) je menší mořská ryba z čeledi koruškovití (Osmeridae) z monotypického rodu Mallotus.

## Názvy
Má mnoho alternativních českých názvů, jako dorýš trpasličí, hlaváček severní, kapelan, kapelín severní, kapelin severní nebo koruška polární.

## Popis
Huňáček severní má štíhlé tělo. Ze stran je jen mírně zploštělý. Samci dosahují délky 20 cm, zatímco samice dosahují délky až 25,2 cm. Hřbetní ploutev je na bázi krátká bez tvrdých paprsků, měkkých paprsků je 10–13; řitní ploutev je na bázi delší než hřbetní a má 16–23 měkkých paprsků, oproti hřbetní ploutvi je délka báze zhruba dvojnásobná. Paprsky hřbetní ploutve se postupně zkracují. Hřbet je olivově zelený, boky jsou stříbřité. V době tření jsou bříška samců červenavě irizující, mají naduřelé báze řitní ploutve a „huňatý“ podélný pruh vláskovitých šupin na bocích.

## Chování
Huňáček severní je pelagická hejnová ryba. Žije v hloubkách 0 až 725 metrů. Přes den se stahuje do hloubek, v noci vyplouvá blíže k hladině.

## Rozmnožování
V době tření migrují k břehu. Rozmnožuje se na písčitém či štěrkovitém dně ve věku 2 až 6 let od hloubky 100 metrů až po pobřeží. Na samici připadá 6 000–12 000 lepivých jiker. Populace mající trdliště mimo pobřeží po vytření hyne, populace mající trdliště u pobřeží se tře opakovaně. Maximální zjištěná délka života je 10 let.

## Rozšíření
Vyskytuje se cirkumpolárně v severských mořích Tichého, Atlantského a Severního ledového oceánu.

## Potrava
Živí se zooplanktonem.

## Význam

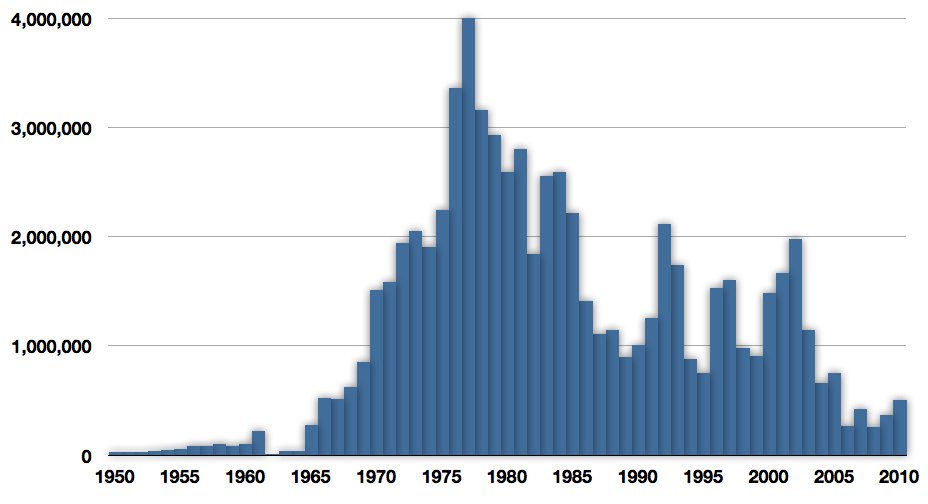
Globální těžba huňáčka severního v tunách od roku 1950 do roku 2010, zdroj FAO.

Huňáček severní je významným článkem v potravním řetězci. Je kořistí mořských ptáků a hospodářsky významných ryb. V mořích tvoří důležitou součást jídelníčku mořských ptáků i původních obyvatel Aljašky a Kanady. Je to hospodářsky významný druh. Významná hospodářská těžba je v Norsku, Rusku, Kanadě a na Islandu. Zpracovává se na rybí moučku. Jeho maso je chutné, zejména uzené. Jeho jikry se používají na kaviár.